# Балін (Малопольське воєводство)
Балін (пол. Balin) — село в Польщі, у гміні Хшанув Хшановського повіту Малопольського воєводства.
Населення — 3246 осіб (2011).

## Демографія
Демографічна структура станом на 31 березня 2011 року:
|          | Загалом | Допрацездатний вік | Працездатний вік | Постпрацездатний вік |
| -------- | ------- | ------------------ | ---------------- | -------------------- |
| Чоловіки | 1557    | 270                | 1074             | 213                  |
| Жінки    | 1689    | 274                | 945              | 470                  |
| Разом    | 3246    | 544                | 2019             | 683                  |